# Stephen Sommers
Stephen Sommers (ur. 20 marca 1962 w Indianapolis) – amerykański scenarzysta, reżyser, producent filmowy.